# U Vulpeculae

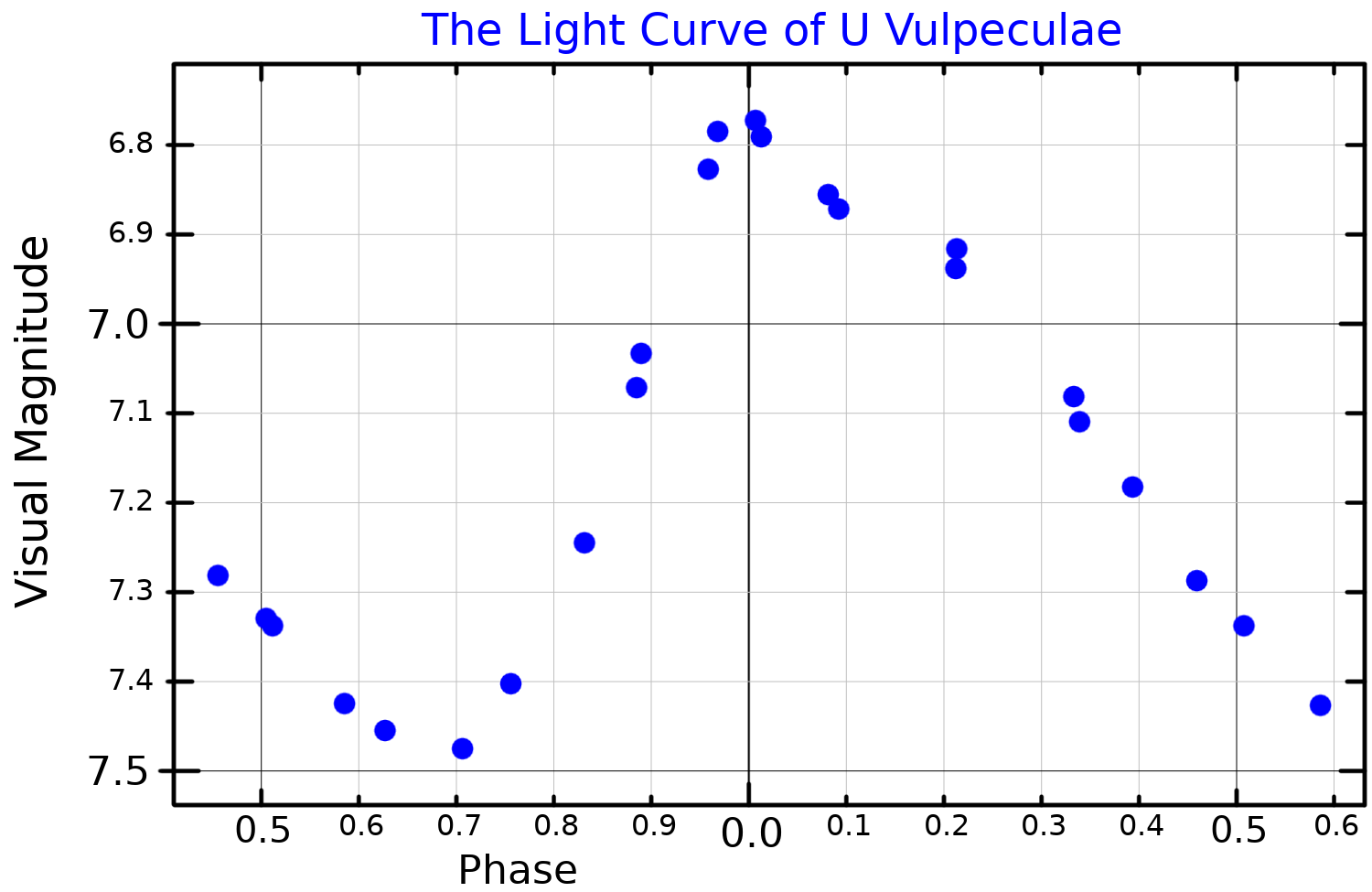
Curva de luz emitida por la estrella U Vulpeculae.

U Vulpeculae (U Vul / HD 185059 / HR 7458) es una estrella variable en la constelación de Vulpecula. Se localiza 44 minutos de arco al sur de 9 Vulpeculae.
Al igual que T Vulpeculae, en esta misma constelación, U Vulpeculae es una variable cefeida; su brillo oscila entre magnitud aparente +6,73 y +7,54 en un período de 7,9907 días. De tipo espectral F5Iab, su temperatura efectiva es de 5550 K. Su radio, según la fuente consultada, está comprendido entre 51 y 57 veces el radio solar. Tiene un contenido metálico similar al del Sol, con un índice de metalicidad [Fe/H] = +0,11. Su masa es 5 veces mayor que la masa solar.
Por otra parte, U Vulpeculae es una estrella binaria espectroscópica con un período orbital de 2510 días. La órbita del sistema es considerablemente excéntrica, con un valor de ε = 0,675.
Su distancia respecto al sistema solar, basada en la relación entre las variaciones de color y del diámetro angular, es de aproximadamente 2080 años luz, no muy distinta a la obtenida a partir de la medida de su paralaje (2250 años luz).